# Hospital del IESS
La parada Hospital del IESS forma parte del Corredor Sur Occidental, en Quito, Ecuador.
Opera con distintas líneas la cual tiene un intervalo de cada 1 minuto. Con estas se conectan hacia el norte y el sur. Esta estación transporta más de 600 pasajeros al día. Casi todas las líneas operan en esta parada, conectándola de norte a sur, y de sur a norte.

## Ubicación
Está ubicada en el centro-occidente de la ciudad, sobre la Avenida Universitaria.

## Etimología
Se llama así por la ubicación cercana al hospital Carlos Andrade Marín, comúnmente llamado "Hospital del IESS".
- Datos: Q16576232